# Al-Fath

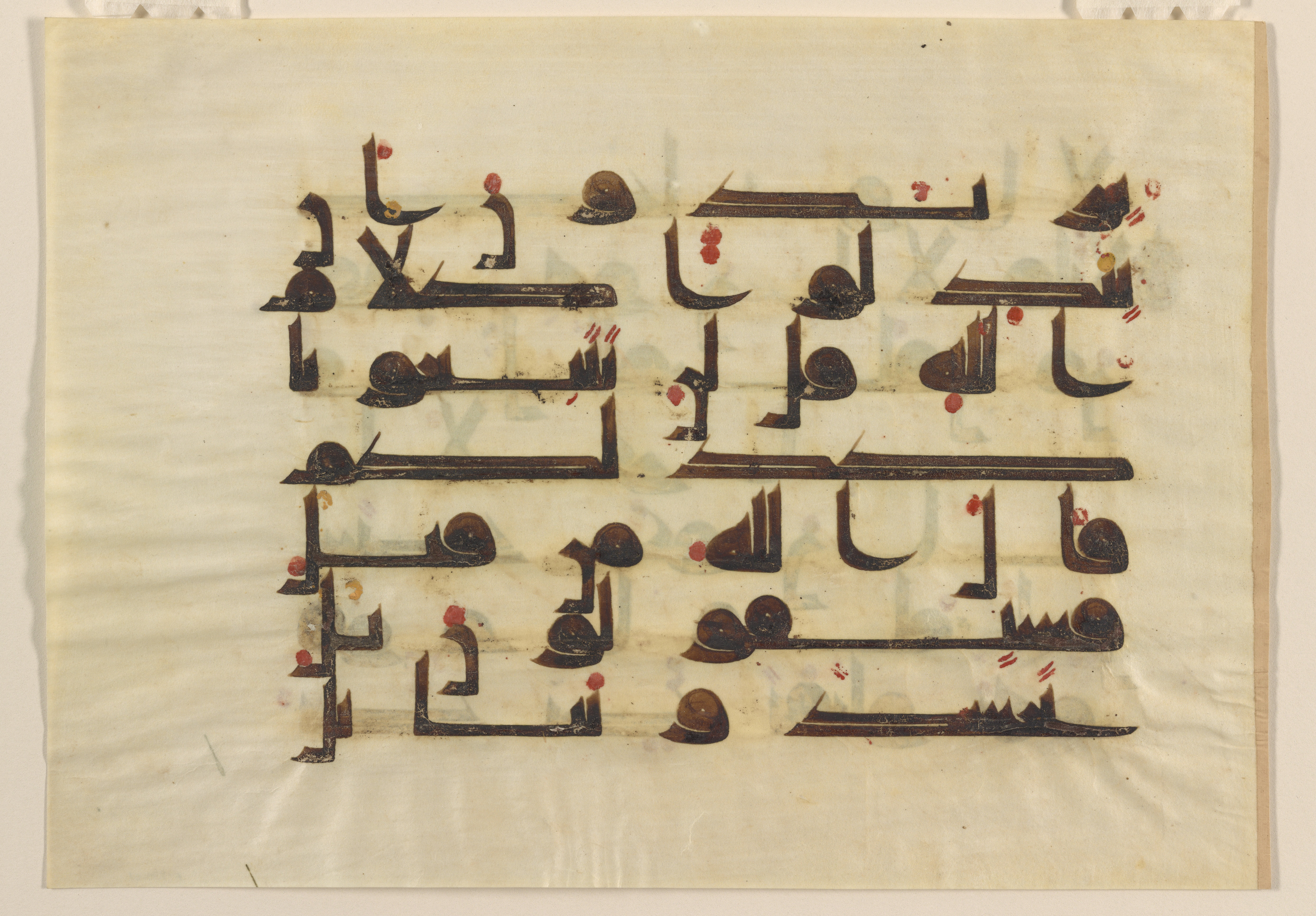
Vers 15 i ett manuskript från 700–800-talet vid tiden för Abbasidkalifatet.

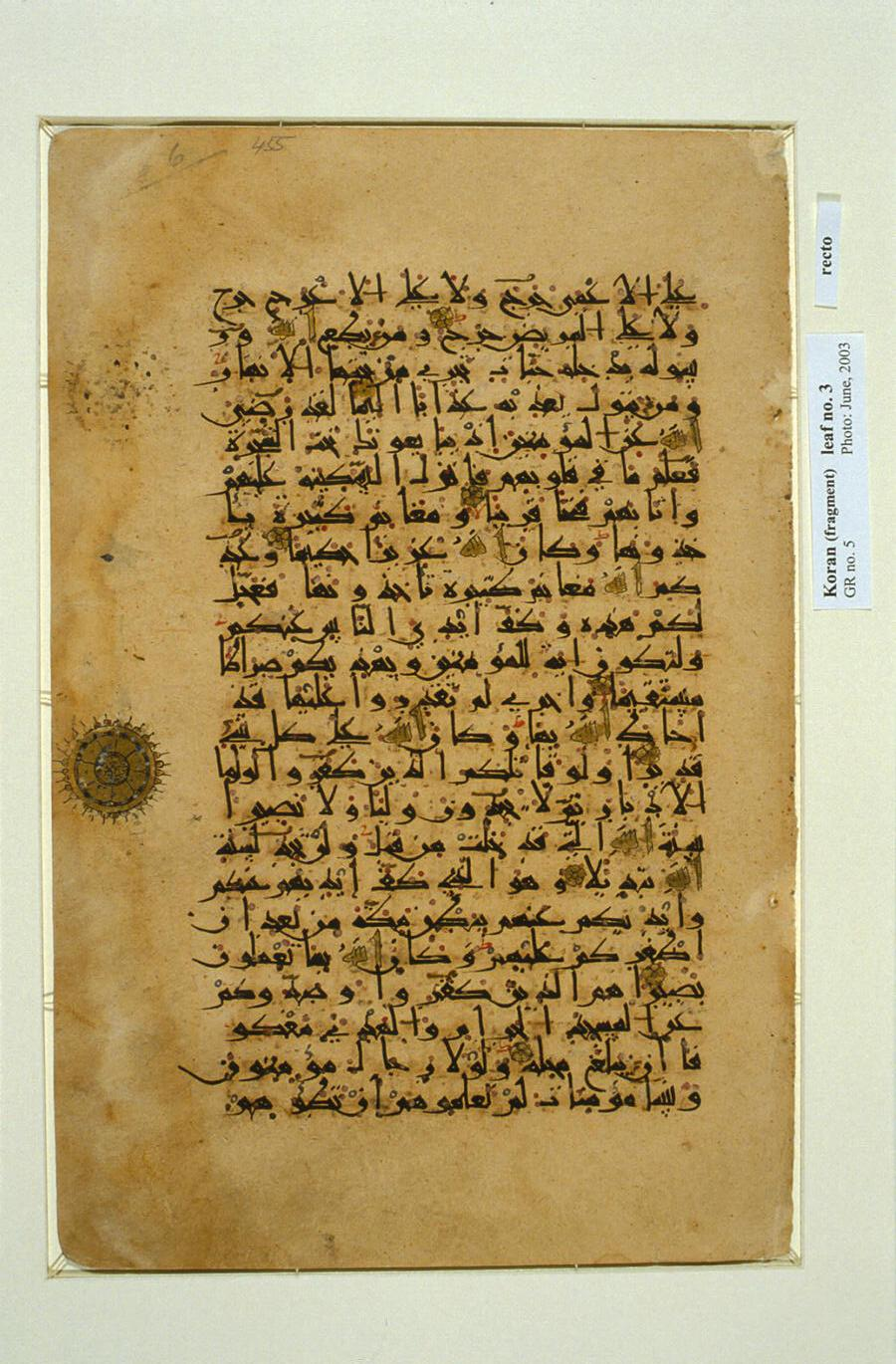
Vers 17-29 skrivet med kufisk skrift.

Al-Fatḥ (arabiska: سورة الفتح) ("Segern") är den fyrtioåttonde suran i Koranen med 29 verser (ayah). Den skall ha uppenbarats för profeten Muhammed den tionde Muharram under hans period i Medina. 
Suran betonar att Muhammed är Guds sändebud – "De som följer honom är oböjligt fasta gentemot dem som förnekar sanningen, men sinsemellan fulla av värme och vänskap" (vers 29).
Vers 16 tros av vissa innehålla en profetia.